# Didac Costa
Didac Costa (22 de diciembre de 1980, Barcelona, Cataluña, España) es un regatista profesional español.
Con su velero "One Planet One Ocean" de la clase IMOCA 60, bajo la grímpola del Real Club Marítimo de Barcelona y pabellón español, participó en la octava edición (2016-17) de la regata en solitario, sin asistencia y sin escalas Vendee Globe, clasificándose en decimocuarta posición, con un tiempo de 108 días y 19 horas; y así se convirtió en el segundo regatista español en completar la prueba 24 años después de José Luis Ugarte. Repitió participación en la edición de 2020-21, en la que ocupó el vigésimo puesto. En la clase IMOCA también participó en la Barcelona World Race de 2014-15.

## Resultados
- 2011: 19.º en la regata Transat 6,50
- 2013: 3.º en el Gran Premio de Italia
- 2013: 1.º en la San Remo Mini-solo
- 2015: 4.º en la Barcelona World Race
- 2016: 1.º en la Mare Nostrum
- 2017: 14.º en la Vendée Globe 2016/2017
- 2018: 1.º en la Mare Nostrum
- 2019: 1.º double handed, Rolex Middle Sea Race
- 2021: 20º en la Vendée Globe 2020/2021
- 2021: 15º Transat Jaques Vabre

## Sosteniblidad
Didac Costa ha realizado diferentes colaboraciones en proyectos científicos y programas educativos de seguimiento de las vueltas al mundo. En 2022 es publicado en el Journal of Marine Science and Engineering. un artículo sobre el análisis de muestras de agua llevado a cabo durante la trayectoria de Didac Costa alrededor del mundo. El objetivo principal de este proyecto es validar los mapas de salinidad, claves para los modelos de cambio climático, generados a partir de los datos recopilados por los satélites SMOS de la Agencia Espacial Europea (ESA) y SMAP de la Administración Nacional de Aeronáutica y la Espacio Americana (NASA).

## Premios
Didac Costa ha sido galardonado con el Trofeo a la Gesta Humano Deportiva Mundo deportivo-Banc Sabadell en 2018, el Premio Nacional de Vela Terras Gauda del Monte Real Club de Yates de Baiona al mejor regatista oceánico 2021, y el Premio AEPN 2021 que otorga la Asociación Española de Periodistas Náuticos por su trayectoria deportiva. 
Socio de honor del Real Club Marítimo del Abra - Real Sporting Club y Reial club Maritim de Barcelona por su participación en la Vendée Globe.